# Ліматола
Ліматола (італ. Limatola) — муніципалітет в Італії, у регіоні Кампанія,  провінція Беневенто.
Ліматола розташована на відстані близько 180 км на південний схід від Рима, 38 км на північ від Неаполя, 33 км на захід від Беневенто.
Населення — 4123 особи (2014).
Щорічний фестиваль відбувається 3 лютого. Покровитель — святий Власій .

## Демографія
Населення за роками:

Станом на 1 січня 2023 року в муніципалітеті офіційно проживало 296 іноземців з 36 країн, серед них 82 громадяни країн Євросоюзу та 7 громадян України.

## Сусідні муніципалітети
- Каяццо
- Казерта
- Кастель-Кампаньяно
- Кастель-Морроне
- Дуджента
- П'яна-ді-Монте-Верна
- Сант'Агата-де'-Готі